# Conostegia procera
Conostegia procera är en tvåhjärtbladig växtart som först beskrevs av Olof Swartz, och fick sitt nu gällande namn av David Don. Conostegia procera ingår i släktet Conostegia och familjen Melastomataceae. Inga underarter finns listade i Catalogue of Life.